# Zagreb Open 2005
Lo Zagreb Open 2005 è stato un torneo di tennis facente parte della categoria ATP Challenger Series nell'ambito dell'ATP Challenger Series 2005. Il torneo si è giocato a Zagabria in Croazia dal 16 al 21 maggio 2005 su campi in terra rossa.

## Vincitori

### Singolare
Ivan Ljubičić ha battuto in finale  Jan Minář con il punteggio di 6–4, 6–2

### Doppio
Gabriel Trifu /  Tom Vanhoudt hanno battuto in finale  Enzo Artoni /  Martín Vassallo Argüello con il punteggio di 6–2, 4–6, 7–5